# جيمس بي موريسي
جيمس بي موريسي (بالإنجليزية: James P. Morrissey)‏ هو كاهن كاثوليكي أمريكي، ولد في 1816، وتوفي في 1897.